# Belobaka (Boeny)
Belobaka is een plaats en commune in het noordwesten van Madagaskar, behorend tot het district Mahajanga II, dat gelegen is in de regio Boeny. Tijdens een volkstelling in 2001 telde de plaats 12.003 inwoners.
De plaats biedt enkel lager onderwijs aan. Bij de plaats wordt mijnbouw op industriële schaal bedreven. 54 % van de bevolking werkt als landbouwer en 23 % verdient zijn brood als visser. De belangrijkste landbouwproducten zijn rijst en komkommer; andere belangrijke producten zijn mais, maniok en tomaten. Verder is 5% actief in de dienstensector en heeft 18% een baan in de industrie.